# 33
Het jaar 33 is het 33e jaar in de 1e eeuw volgens de christelijke jaartelling.

## Gebeurtenissen

### Italië
- Keizer Tiberius opent een hypotheekbank, het land wordt geteisterd door voedselrellen en hongersnood.
- In Rome heerst een financiële crisis, senatoren en aristocratische families worden geruïneerd.

### Palestina
- Dit jaar is een belangrijke kandidaat als het gaat om het jaar waarin Jezus op bevel van de Romeinse prefect Pontius Pilatus door Romeinse soldaten werd gekruisigd. Een alternatieve datering is 30.

### India
- Volgens de Cheitharol Kambaba wordt Manipur verenigd en geregeerd door de Meitei-koningen.
- Koning Nongda Lairen Pakhangba van Manipur organiseert een polowedstrijd ter gelegenheid van zijn kroning.

## Geboren
- Publius van Malta, bisschop van Malta (overleden 125)

## Overleden
- Agrippina de Oudere, dochter van Marcus Vipsanius Agrippa
- Drusus Julius Caesar (26), zoon van Germanicus Julius Caesar
- Gaius Asinius Gallus (74), Romeins consul en staatsman
- Nero Julius Caesar (27), zoon van Germanicus en Agrippina de Oudere